# Punt subsolar
El punt subsolar d'un planeta és el punt en què el Sol sembla estar directament a sobre.
En planetes amb una orientació i una rotació similars a les de la Terra, el punt subsolar es mou vers l'oest, donant la volta al globus un cop al dia, però també es mou de nord a sud entre els tròpics al llarg de l'any. Qualsevol punt als tròpics podria ser un punt subsolar. El solstici d'hivern (a l'hemisferi nord) té lloc quan el punt subsolar es troba sobre el Tròpic de Capricorn i el solstici d'estiu és quan el punt subsolar es troba sobre el Tròpic de Càncer.
El punt subsolar d'un cos del sistema solar és el punt en què els rajos solars incideixen de manera exactament perpendicular a la seva superfície; en un altre objecte espacial, és el punt més proper al Sol.